# 吉祥院 (山形市)
吉祥院（きちじょういん）は、山形県山形市にある天台宗の寺院。護国院とも称する。山号は守国山。本尊は千手観音で、最上三十三観音第3番札所である。

## 歴史

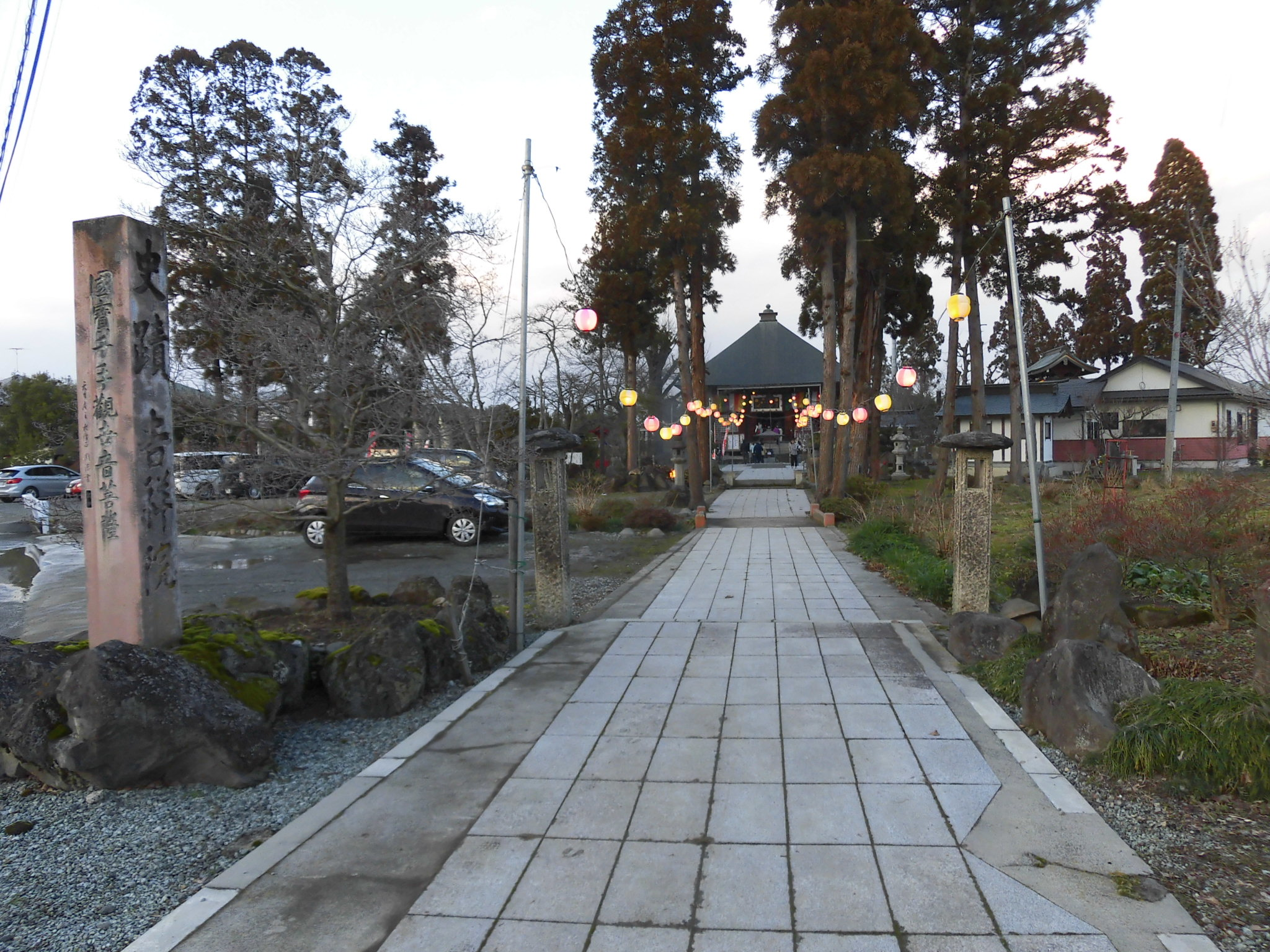
参道からの景色

天平9年（737年）勅願により行基が創建したと伝えられ、かつては円福寺と号していた。また、元は漆山村の観音屋敷にあり、後に現在地に移されたとも伝承される。承和4年（837年）の記録には出羽国守・小野宗成が済苦院を最上郡に建立したとあるが、これを吉祥院と比定する説もある。
延文5年（1360年）に斯波兼頼が本堂を再建した。戦国時代から江戸時代にかけて山形城主であった最上氏の帰依を得て、天文12年（1542年）に最上義守によって寺が再建されたという。慶安元年（1648年）には江戸幕府より朱印地を与えられた。なお江戸時代初期には最上三十三観音巡礼札所の第1番札所とされ、慶長8年（1603年）に最上義光が納めた扁額には「奉納　第一番千手堂」とある。後に第三番札所となった。

## 文化財
- 重要文化財（国指定）
  - 木造観世音菩薩立像：立像で像高175.1cm、平安時代初期の作とされる
- 山形県指定文化財
  - 木造菩薩形立像
  - 木造天部形立像：平安時代末期の作とみられる。
- 山形市指定文化財[4]
  - 観音堂
  - 客殿
- その他
  - 木造神将形立像：平安時代末期の作とみられる。両肩以下は欠損しているが、顔の両端に指が見え、当初は顔を裂いている姿であったとみられることから、千手観音の眷属である二十八部衆のうちの散脂大将にあたると考えられる。